# Paul Hermans
Pour les articles homonymes, voir Hermans.
Paul Hermans, né en 1898 à Hasselt et mort en 1972, est un peintre et graveur belge.

## Biographie
Paul Hermans naît en 1898 à Hasselt. Il est élève de C. Montald à l'académie de Bruxelles en 1919.
Paul Hermans meurt en 1972.